# Eleições na Guiné
Eleições na Guiné dá informações sobre a eleição e os resultados das eleições, na Guiné.
Guiné elege a nível nacional, uma chefe de estado — o presidente — e um legislador. O presidente é eleito por um período de cinco anos pelo povo. A Assembleia Nacional (Assemblée Nationale) tem 114 membros, eleitos para um período de quatro anos, 38 membros em sede única de círculos eleitorais e 76 membros por representação proporcional.
A Guiné é um sistema de partido dominante com o Partido Unidade e Progresso no poder. Partidos de oposição são permitidos, mas são amplamente considerados como não ter chance real de ganhar o poder.

## Últimas eleições

### 2003 Eleições Presidenciais
| Candidatos - Partidos                                                                                 | Votos | %    |
| --- | ----- | ---- |
| Lansana Conté - Partido Unidade e Progresso (Parti de l'Unité et du Progrès)                          |       | 95.6 |
| Mamadou Bhoye Barry - União Nacional para o Progresso (Union pour le progrès national)                |       | 4.4  |
| Total (afluência 82.8 %)                                                                              |       |      |
| Fonte: Rulers. Os principais partidos da oposição boicotaram as eleições, e o resultado é contestado. |       |      |

### 2002 Eleições Parlamentares
| Partidos | Votos     | %    | Assentos |
| --- | --------- | ---- | -------- |
| Partido Unidade e Progresso (Parti de l'Unité et du Progrès)                                                             | 1,947,318 | 61.5 | 85       |
| União para a Renovação e Progresso (Union pour le Progrès et le Renouveau)                                               | 842,270   | 21.7 | 20       |
| União para o Progresso da Guiné (Union pour le Progrès de la Guinée)                                                     | 130,065   | 4.1  | 3        |
| Partido Democrático da Guiné-Democrata Rally Africano (Parti Démocratique de Guinée-Rassemblement Démocratique Africain) | 107,666   | 3.4  | 3        |
| Nacional Aliança para o Progresso (Alliance Nationale pour le Progrès)                                                   | 62,780    | 2.0  | 2        |
| Partido da União para o Desenvolvimento (Parti de l’Union pour le Développement)                                         | 20,823    | 0.7  | 1        |
| Total (afluência 71.6%)                                                                                                  | 3.162.855 |      | 114      |
| Fonte: Democraf. As eleições foram boicotadas pela Rassemblement du Peuple Guinéen.                                      |           |      |          |